# ماراتة محفورة
ماراتة محفورة (الاسم العلمي:Marattia excavata) هي نوع من النباتات تتبع جنس الماراتة من الفصيلة الماراتية.